# Nový Ruskov
Nový Ruskov (in ungherese Újruszka) è un comune della Slovacchia facente parte del distretto di Trebišov, nella regione di Košice.